# Sindrome dolorosa regionale complessa
La sindrome dolorosa regionale complessa (CRPS, o distrofia simpatica riflessa) o sindrome algoneurodistrofica viene definita dalla IASP (Associazione internazionale per lo studio del dolore) come una condizione di dolore cronico caratterizzata da dolore localizzato che può essere spontaneo o evocato e normalmente ha origine a un'estremità. Il dolore riportato è sproporzionato per intensità o durata rispetto a quello atteso per il tipo di trauma che l'ha indotto. Si tratta di una condizione di difficile diagnosi.

## Storia
Il primo a descrivere questa condizione fu S. Weir Mitchell, medico e scrittore statunitense che nel 1863 ebbe l'opportunità di lavorare a stretto contatto con i soldati sopravvissuti, ma gravemente feriti, alla guerra civile americana. Mitchell, insieme ai colleghi George R. Morehouse e William W. Keen, descrisse in due libri la sua esperienza negli ospedali militari e le sue ricerche successive: Gunshot Wounds and Other Injuries of Nerves (Ferite da arma da fuoco e altre lesioni del tessuto nervoso, 1864) e Injuries of Nerves and Their Consequences (Lesioni del tessuto nervoso e loro conseguenze, 1872). Fu proprio in questi due documenti che per la prima volta venne descritta una particolare sindrome dolorosa da Mitchell chiamata causalgia. Negli anni, poi, questa condizione ha assunto nomi diversi: algodistrofia o sindrome algodistrofica, algoneurodistrofia, morbo/malattia/atrofia/sindrome di Sudeck, sindrome spalla-mano, causalgia, atrofia ossea acuta, sindrome di Steinbrocker, sindrome di Leriche, osteoporosi dolorosa post-traumatica, reumatismo indotto da barbiturici, distrofia simpatica post-traumatica, osteoporosi transitoria.
Da specificare come nella più recente letteratura scientifica si preferisca utilizzare la denominazione Sindrome Dolorosa Regionale Complessa (Complex Regional Pain Syndrome, CRPS) soprattutto alla luce delle ultime scoperte, che indicherebbero un ruolo chiave svolto dal sistema nervoso simpatico nel mantenimento delle manifestazioni cliniche.

## Epidemiologia
Per quanto riguarda la popolazione generale, la CRPS colpisce maggiormente persone di sesso femminile (da 3 a 4 volte più frequente rispetto alla popolazione maschile), solitamente riguarda gli arti superiori (un classico esempio è la frattura al radio, che in alcuni casi può evolversi a dolori cronici e disproporzionali), e ha un picco di incidenza fra i 50 e i 70 anni , fra le varie forme di algodistrofia riflessa è la più comune.
Bisogna comunque tenere conto che, data la difficoltà intrinseca nella diagnosi e il continuo aggiornamento dei criteri diagnostici, una stima epidemiologica definitiva non sembra al momento essere possibile.
Più nello specifico, andando a esaminare l'incidenza di CRPS in seguito a un danno tissutale, i dati indicano che la CRPS sembra insorgere frequentemente in seguito a una frattura (oltre il 40% dei casi esaminati dagli studi sopracitati ), ma anche distorsioni, contusioni, lesioni da schiacciamento, e alcuni interventi chirurgici possono essere considerati tra i fattori scatenanti . Utilizzando criteri diagnostici molto stringenti, l'insorgere di CRPS entro quattro mesi da una frattura si colloca tra il 3,8% e il 7,0%, in altre parole, solo una stretta minoranza di pazienti con frattura sviluppa in effetti la sindrome.

## Classificazione
Esistono due forme di CRPS: il tipo I e il tipo II, sostanzialmente differenziabili in base alla assenza o presenza di segni clinici di danno maggiore al tessuto nervoso periferico (e.g., conduzione nervosa anomala).
La CRPS di tipo I (morbo di Sudeck) non presenta alcun danno neuropatico, mentre nella variante II (prima chiamata anche causalgia) si può riscontrare almeno un danno a carico del sistema nervoso periferico. Il tipo 1, inoltre, ha una maggiore probabilità di recupero anche spontaneo entro l'anno rispetto alla maggiore tendenza alla cronicizzazione del tipo 2.

## Sintomatologia
Fra i sintomi e i segni clinici ritroviamo nel lato affetto:
- iperalgesia, disestesia, allodinia[14];
- variazioni del colore (arrossato oppure bluastro), della temperatura cutanea e della sudorazione del lato affetto rispetto al lato sano;
- edema e crescita anomala di peli, pelle e unghie;
- osteoporosi, tremori e distonia.[7]

I pazienti con CRPS, inoltre, solitamente presentano una distorta percezione e rappresentazione del lato affetto e distorta propriocezione. In particolare, sono state rilevate difficoltà nell'accurata localizzazione della parte affetta e nel giudicare la lateralità di arti (i.e. giudicare se una determinata immagine rappresenti un arto destro o sinistro) .

## Eziologia
Come per altre condizioni, appare necessario distinguere la causa scatenante della CRPS (chiamata trigger, in letteratura internazionale) dai meccanismi veri e propri che portano a sviluppare la sindrome stessa. Le cause scatenanti possono essere di diversa natura: vi possono essere episodi traumatici (distorsioni, contusioni, fratture, interventi chirurgici), ma anche attacchi cardiaci o infezioni. Tuttavia vi è consenso generale riguardo al fatto che la sindrome sia causata da un processo di tipo multifattoriale, che coinvolge processi periferici e centrali. Secondo la letteratura più recente i possibili meccanismi coinvolti sono:
- danni al tessuto nervoso[16][17][18][19]
- danno da riperfusione o stress ossidativo[20][21][22][23][24]
- sensibilizzazione centrale[25][26][27]
- sensibilizzazione periferica[28][29]
- alterazioni del sistema nervoso simpatico
- modificazioni cerebrali
- fattori genetici
- fattori psicologici e disuso della parte colpita
- infiammazione neurogenica.

## Diagnosi
La diagnosi avviene secondo i criteri di Budapest. Innanzitutto non ci possono essere altre malattie che spiegano in maniera migliore e logica i sintomi dapprima descritti dal paziente e in seguito analizzati dal medico. Il paziente deve inoltre presentare un dolore disproporzionale al fattore scatenante. Infine, devono essere descritti e analizzati almeno tre dei seguenti quattro criteri: disturbo della sensibilità; disturbo locale vasomotorio (cambio di colore asimmetrico della pelle); edema; disturbo motorio.

## Prognosi e cure
Dipende dalla terapia utilizzata e dal movimento della persona malata, nei casi peggiori si sviluppano atrofia muscolare e demineralizzazione ossea. Si arriva al blocco completo delle articolazioni e a una forma di anchilosi.
Le cure utilizzate solitamente sono oltre al nuoto per 30 minuti tutti i giorni: magnetoterapia, pompa diamagnetica, camera iperbarica.
La magnetoterapia serve nei casi più lievi, per i casi più complessi è preferibile affrontare le altre due terapie.
La pompa diamagnetica fa terapie di 30 minuti ogni 2 giorni per un ciclo complessivo di circa 15-20 sedute. L'unico problema di questa terapia è che ci sono solo 4 o 5 posti che hanno questo macchinario in tutta Italia.
La camera di decompressione fa terapie di 2 ore al gg per 25 giorni consecutivi, si ferma una settimana, si ripetono altri 25 gg di terapia, e se fosse necessario dopo una nuova sosta si ricomincia un terzo ciclo di terapie. I problemi per la camera iperbarica sono le lunghe liste d'attesa perché sono limitati gli ospedali che effettuano queste terapie.